# Jesper Thilo
Jesper Thilo, född 28 november 1941 i Köpenhamn, är en dansk jazzmusiker.
Han började 1955 spelade klarinett och trombon i olika dixielandorkestrar men övergick senare till saxofon som huvudinstrument. 1960-1964 och 1967-1974 ingick han i Arnved Meyers orkester där han spelade swingmusik tillsammans med bland andra Ben Webster, Benny Carter, Roy Eldridge och Coleman Hawkins. 1965 bildade han även sin egen orkester.
Mellan 1966 och 1989 spelade han med Danmarks Radios Big Band och under hela 1980-talet med Ernie Wilkins' Almost Big Band. Därefter med egna orkestrar.
Thilo har medverkat på en rad skivinspelningar, bland annat Miles Davis Aura (1989). Han har även givit ut boken Man ska' ku' se komikken med minnen och anekdoter från jazzvärlden.
År 2006 tilldelades han Piratenpriset.